# Rödluvan
För andra betydelser, se Rödluvan (olika betydelser).

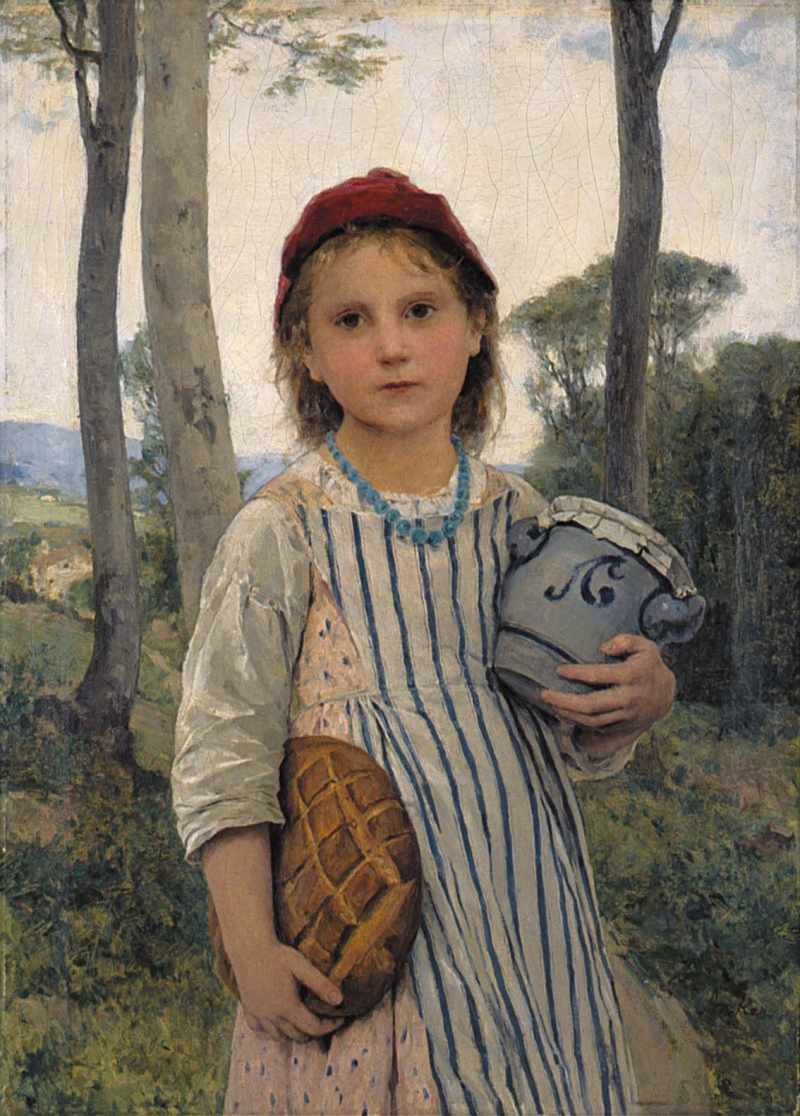
Rödluvan, oljemålning av Albert Anker 1883.

Rödluvan, ibland kallad Rödluvan och vargen, är en europeisk saga. De mest kända versionerna härstammar från Charles Perrault och Bröderna Grimm.
Sagan nedtecknades första gången 1697 av Charles Perrault med titeln Le Petit Chaperon rouge (Lilla rödhättan) i Gåsmors sagor (översatt till svenska 1955). Bröderna Grimm publicerade sin version av berättelsen i det första bandet av Kinder- und Hausmärchen 1812, som kom ut på svenska 1860 som Bröderna Grimms Barn- och folksagor. År 1883 kom en utgåva med illustrationer av Jenny Nyström.

## Handling
En liten flicka som en gång fått en röd mössa av sin mormor skickas av sin mor med en korg med matvaror till mormodern. Mormodern är sjuk och sängliggande och bor i en stuga i skogen. I skogen, som hon egentligen inte får gå genom, kommer Rödluvan i samspråk med en varg. Vargen övertalar henne att plocka en bukett blommor, vilket hon gör, trots moderns varningar. Vargen tar farväl och skyndar till mormoderns hus och äter upp henne. Han tar på sig mormoderns nattlinne och lägger sig i hennes säng och inväntar rödluvan. Strax därefter kommer Rödluvan till huset och går in och "lägger sig i mormoderns säng" (Perrault), eller "ställer sig vid mormoderns säng" (Grimm). Hon blir förvånad över mormoderns utseende men känner inte igen vargen, och strax har den slukat även Rödluvan.
Här slutar Perraults berättelse. I Grimms version räddas de båda personerna av en jägare som sprättar upp vargens mage och befriar dem. Han fyller sedan magen med stenar och syr ihop den, men vargen kan inte röra sig och dör.

Frimärken från Deutsche Bundespost (1960)
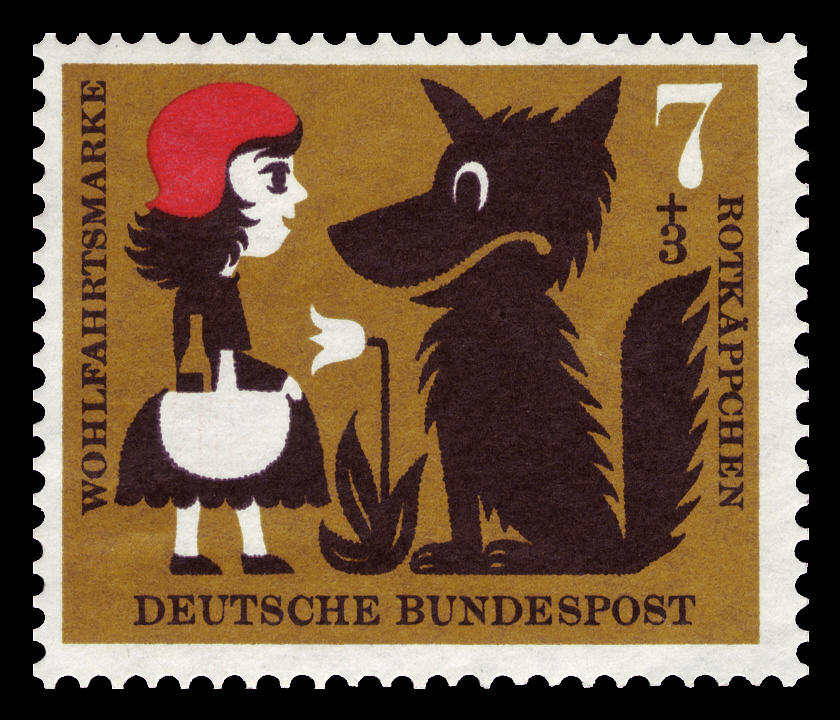
Rödluvan träffar vargen i skogen.
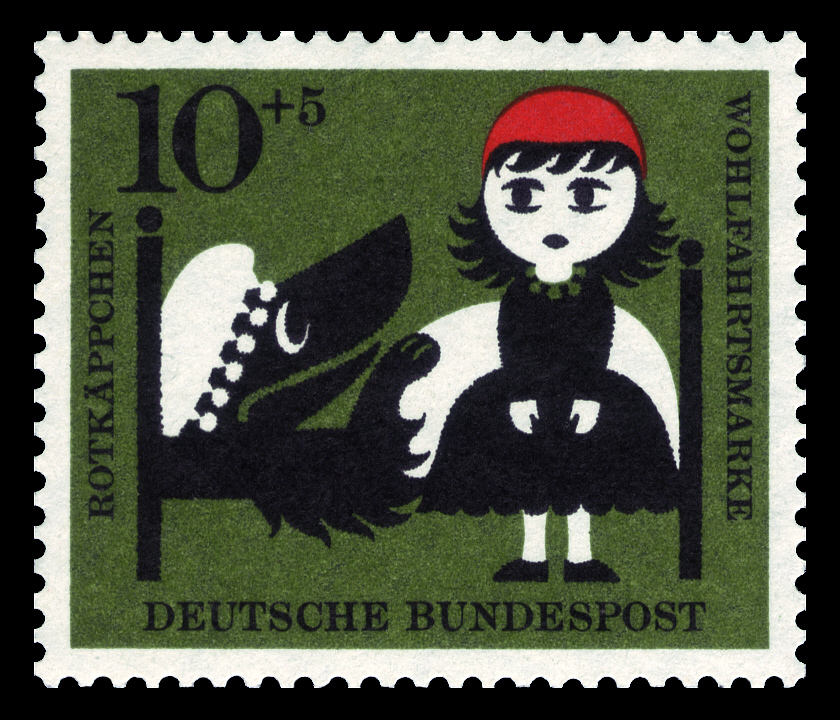
Rödluvan vid mormoderns säng där den förklädda vargen ligger.
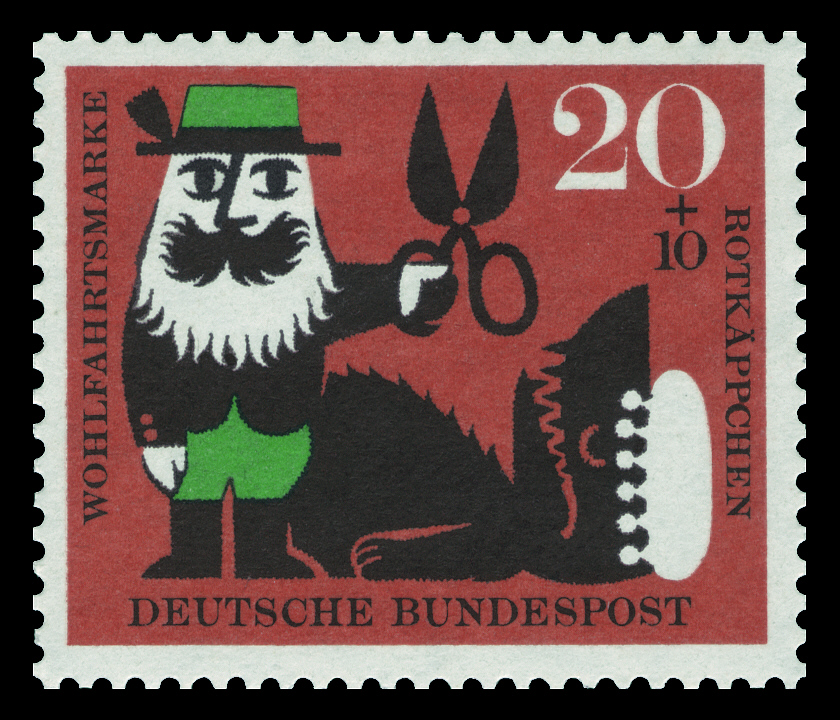
Jägaren befriar Rödluvan och hennes mormor ur vargens buk.
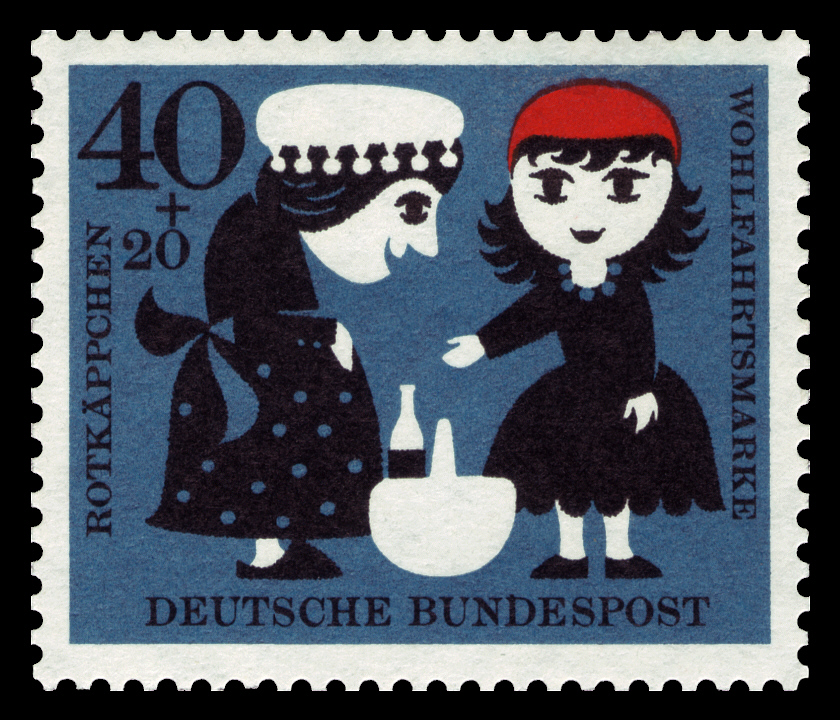
Mormor och Rödluvan mår åter bra och gläder sig åt gåvorna som Rödluvan tagit med.

## Tolkning
Den vanligaste tolkningen av sagan om Rödluvan och den stygga vargen är att varna barn för att drabbas av våld. Den röda luvan symboliserar därvid en ung flickas menstruation och vargen symboliserar de sexuella och våldsamma avsikterna.
Denna tolkning stöds av Charles Perrault som avslutar sagan med sensmoralen:

| ”          | Barn, särskilt väluppfostrade vackra flickor, ska aldrig tala med främlingar ty de kan i sådana fall råka ut för att bli middagsmat för en varg. Jag säger varg, men det finns olika slags vargar. Det finns de som följer efter den charmanta, lugna, artiga, ödmjuka, trevliga och hjärtliga sortens flickor till deras hem eller på gatorna. Och tyvärr är det dessa vargar som är farligast av alla. | „ |
| – Perrault | |   |

## Rödluvan – ursprung och utveckling
Sagan om Rödluvan är en av Europas mest kända sagor. Med tiden har den förändrats och tolkats på många sätt och har upprepade gånger tillförts nya moraliska idéer. Innehållet har bearbetats otaliga gånger, huvudpersonen har placerats i nya miljöer och handlingen har förändrats. Här följer några exempel.

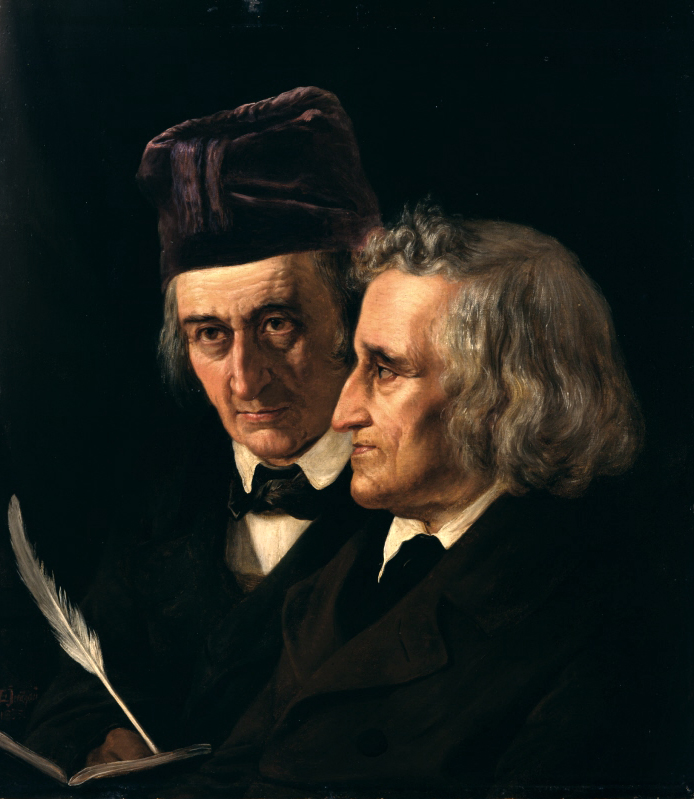
Dubbelporträtt av bröderna Grimm, målning av den danska konstnären Elisabeth Jerichau-Baumann från 1855.

### Uppkomst
Berättelsen om den lilla naiva flickan som förs bakom ljuset av vargen och vars mormor till slut äts upp av vargen, var ursprungligen en folklig tradering som återberättats muntligen från generation till generation. Av detta skäl går det inte att bestämma när berättelsen uppstod.
Enligt en teori, utvecklad av italienaren Anselmo Calvetti, kan historien ha berättats första gången redan i mänsklighetens barndom. Den kan ha utnyttjat erfarenheter som använts vid initiationsriter för upptagning i en stamgemenskap. Härvid uppslukas de symboliskt av ett odjur och måste utstå fysisk smärta och människoätande och slutligen återfödas som vuxna medlemmar av stammen. Samma tolkning görs av Vladimir Propp som klassificerar Rödluvan som en initiationssaga och därmed som en övernaturlig saga.
I några versioner av Rödluvan dyker också dessa drag av människoätande upp. Den hungriga Rödluvan äter av mormoderns kött och dricker av hennes blod omedveten om var det kommer från. Bruket av vargen som symbol för ondskan kunde bero på människornas rädsla för varulvar. Under 1600- och 1700-talet förekom häxprocesser där män anklagades för att vara varulvar och för att ha ätit barn.
Enskilda motiv hos den version vi känner idag finns rikt representerade i litteraturhistorien. Så finns till exempel myten om Kronos som åt upp sina egna barn. Dessa kan emellertid fly ur hans mage och ersätter den förlorade tyngden med stenar.
I samlingen av talesätt och berättelser, "Fecunda ratis", av Egbert von Lüttich 1023, finns berättelsen om en liten flicka som hittas i en vargflock och hon har ett rött klädesplagg, förmodligen en liten mössa.

### Charles PerraultsPetit chaperon rouge

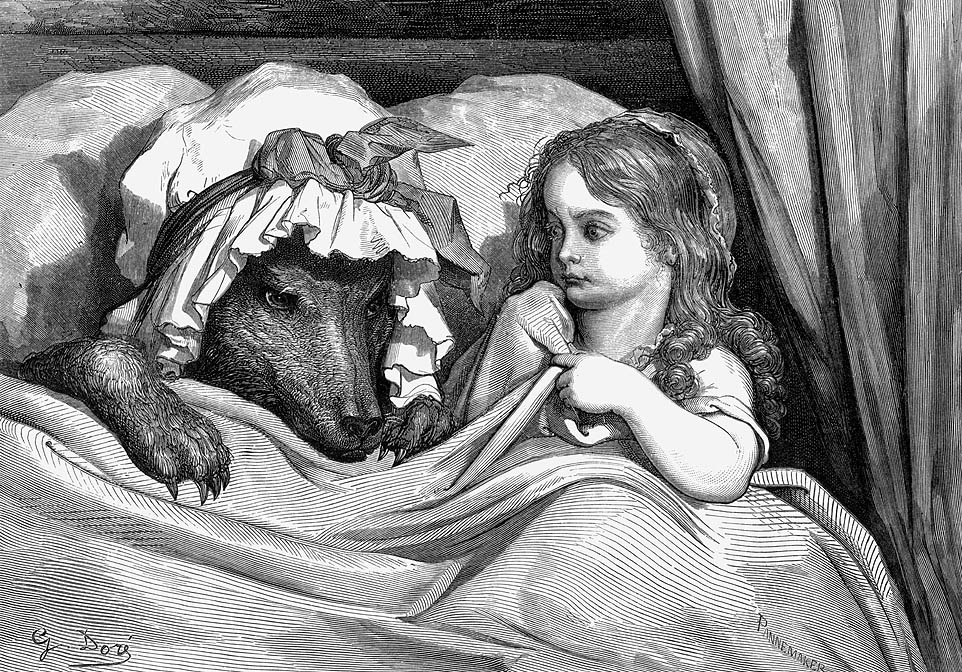
Illustration av Gustave Doré ur sagoboken Les Contes de Perrault från 1862.

En av de äldsta kända skriftliga versionerna av sagan härstammar från fransmannen Charles Perrault och publicerades 1697 med titeln Le petit chaperon rouge. Då berättelsen var avsedd för läsning vid det franska hovet i Versailles ansågs några delar alltför vulgära, till exempel människoätandet. Dessutom hade berättelsen inget bra slut – mormodern åts upp av vargen utan att sedan räddas. I denna version anspelas mycket på sexualitet, då Rödluvan uppmanas att lägga sig naken hos vargen i sängen. I slutet har Perrault tillfogat en sensmoral där hans avsikt är att använda berättelsen som en varning och avskräckande exempel för unga flickor.

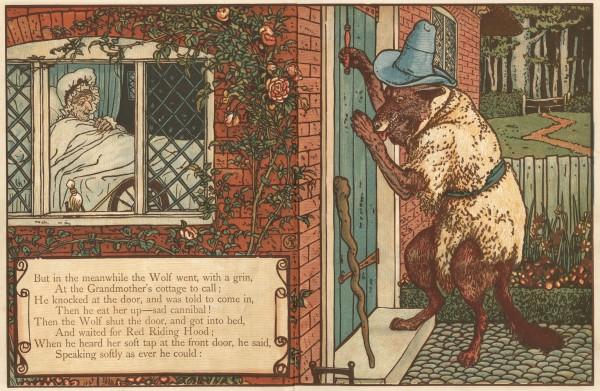
Illustration av Walter Crane (1845–1915).

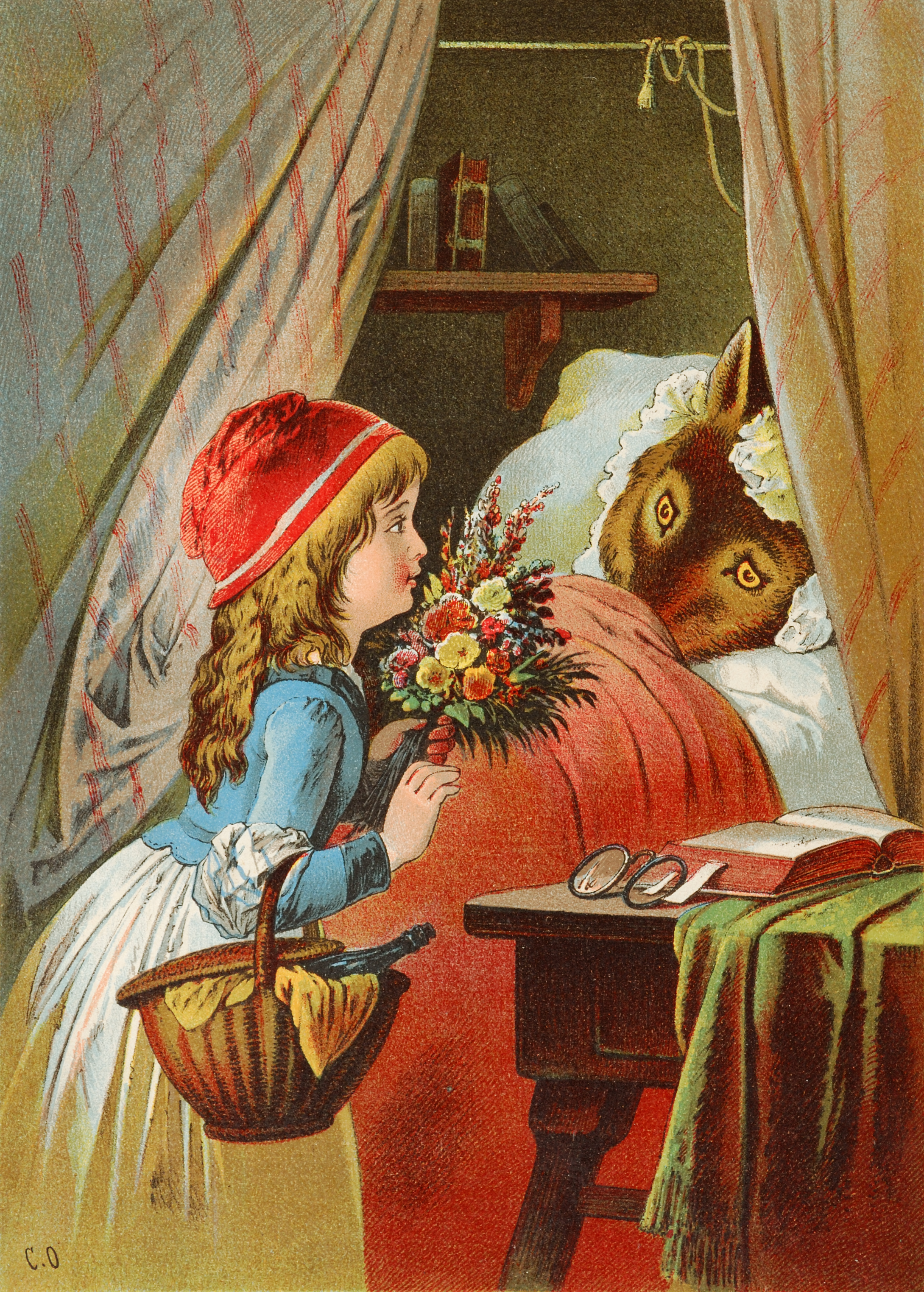
Illustration av Carl Offterdinger.

Petit chaperon rouge översattes till engelska av Robert Samber och publicerades med titeln The Little Red Riding-hood 1729. Till tyska översattes den av Friedrich Justin Bertuch och publicerades med titeln Rotkäppchen i Die Blaue Bibliothek aller Nationen 1790.
Versionen av bröderna Grimm från 1812 kom i det första bandet av Kinder- und Hausmärchen (Sagor för barn och hemmet). Denna version hade ett lyckligt slut då en jägare räddar Rödluvan och mormodern. Detta slut är lånat från en annan av Grimms sagor Der Wolf und die sieben jungen Geißlein (Vargen och de sju små killingarna).
I samma utgåva har författarna publicerat ett slags uppföljare, där flickan möter en varg igen. Den här gången visar det att hon har lärt sig av tidigare erfarenheter och hon varnar sin mormor. Med förenade krafter lyckas de båda överlista djuret som slutligen, liksom sin föregångare, dör.
Sagan av bröderna Grimm går delvis tillbaka på en återberättelse av Johanna Isabella Hassenpflug (1791-1860). Hon är i flera berättelser källan till Grimms berättelser. Grimms Rödluvan orienterar sig också mot den första dramatiska bearbetning av berättelsen, Tragödie vom Leben und Tod des kleinen Rothkäppchens (En tragedi om den lilla Rödluvans liv och död), av Ludwig Tieck (1773-1853) som publicerades 1800. Denna var i sin tur baserad på Perraults berättelse. Således har även Grimms saga indirekt Perrault som förlaga. Men bröderna Grimm ansåg sig ha rensat bort alltför grymma, sexuella och tragiska delar från originalet för att passa 1800-talets växande borgerskaps anspråk.
Tiecks bearbetning av Rödluvan tillkom i en orolig tid. Föregångarna till den franska revolutionen spred sitt inflytande i Tyskland och välkomnades av många intellektuella. Efter Napoleons makttillträde växlade entusiasmen för de revolutionära idealen snart till en besvikelse över den franske kejsarens imperialistiska ambitioner. Tieck, som själv var anhängare till jakobinerna, visade sin besvikelse över förräderiet mot revolutionen i sina litterära verk, så även i sagan om Rödluvan.

### 1800-talet
Under 1800-talet och början av 1900-talet var berättelsen i sin struktur i stort sett oförändrad, även om vissa författare tog bort de få kvarvarande våldsscenerna, till exempel att Rödluvan äts upp, samt avsnitt med sexuell underton, som man fann alltför grymma. För det mesta skildras Rödluvan som naiv och hjälplös och räddades av den manliga jägaren, vilket återspeglar dåtidens kvinnobild. I Tyskland blev berättelsen under 1800-talet alltmer näpen och kristlig för att göra den mer tillgänglig för barnen. Bröderna Grimm själva censurerade sina berättelser upprepade gånger tills vargen 1857 kom att bli "en gammal syndare".
År 1853 tog Ludwig Bechstein med Rödluvan i sin sagobok Deutsches Märchenbuch (Tysk sagobok) och även där var förlagan bröderna Grimms version. Han försökte göra sin version roligare och folkligare men misslyckades på grund av sin barnsligt krystade stil.
Omkring 1830 skrev Eduard Mörike en dikt med titeln Rödluvan och vargen. Här ångrar vargen sitt dåd och hoppas att den döda flickan en dag kan förlåta honom. Fler versioner skapas av Gustav Holting (1840), som också använder motivet med den syndiga vargen, Moritz Hartmann (1869) och Ernst Siewert (1880). Märkligt nog dyker det i de tyska bearbetningarna inte upp erotiska element, vilket är vanligt i de franska, tvärtom, ligger tyngdpunkten på lag och ordning.
Alexander von Ungern-Sternberg (1806–1868) däremot parodierade Rödluvan och skämtade om det brackiga biedermeierska beteendet. Leonie Meyerhof (1860–1933) och Anna Costenoble (illustrationer) (1863–1930) publicerade 1907 boken Penthesileia. Ein Frauenbrevier für männerfeindliche Stunden (Penthesilea. En kvinnas breviarium för mansfientliga stunder) där de i en Rödluvanparodi behandlar den tyska överklassens löjliga seder.
I Frankrike uppstod en mängd versioner, såsom operan Le petit chaperon rouge med musik av François Adrien Boïeldieu och text av Emmanuel Théaulon. Operan är ett känslosamt verk som spelades mycket i Frankrike och Tyskland, men även i England och USA. År 1862 skrev Alphonse Daudet Le Roman du chaperon rouge där Rödluvan protesterar mot samhällets normer och blir en symbol för upproret. I slutet dör hon dock. Berättelsen var vid denna tid så välkänd att den blev en viktig beståndsdel i barnuppfostran i alla samhällsskikt. Speciellt aspekten av lydnad betonades i de många versionerna med teckningar och planscher. Till exempel Charles Marelles Veritable Histoire du Petit Chaperon d'Or (Den sanna historien om Guldluvan), 1888.
En version som kom 1914 var Pierre Henri Camis (1884–1958) korta teaterstycke Le petit chaperon vert (Lilla Grönluvan). Föräldrarna till Grönluvan framställs här som absurda figurer, flickan själv utmärker sig däremot som oberoende och listig. Hon lyckas rädda sig själv genom att använda ordlekar och genom att aldrig ställa rätt frågor, alltså inte "Varför har du sås stora tänder, mormor". Det gör att vargen blir förvirrad och så småningom lämnar huset med orden: "Åh, var är de naiva barnen, som förr var så lätta att äta?". Denna typ av parodi blir vanlig särskilt efter första världskriget när också kvinnorollen väsentligt förändras.
Också på engelska kom många versioner, varav några också var av parodisk karaktär, såsom Ye true hystorie of Little Red Riding Hood; or, The lamb in wolf's clothing, 1872 (Den sanna historien om Rödluvan eller Lammet i vargdräkt) av Alfred Mills (1776–1833), som använde historien för att förlöjliga den aktuella politiken.

### Från den naiva till den självständiga Rödluvan

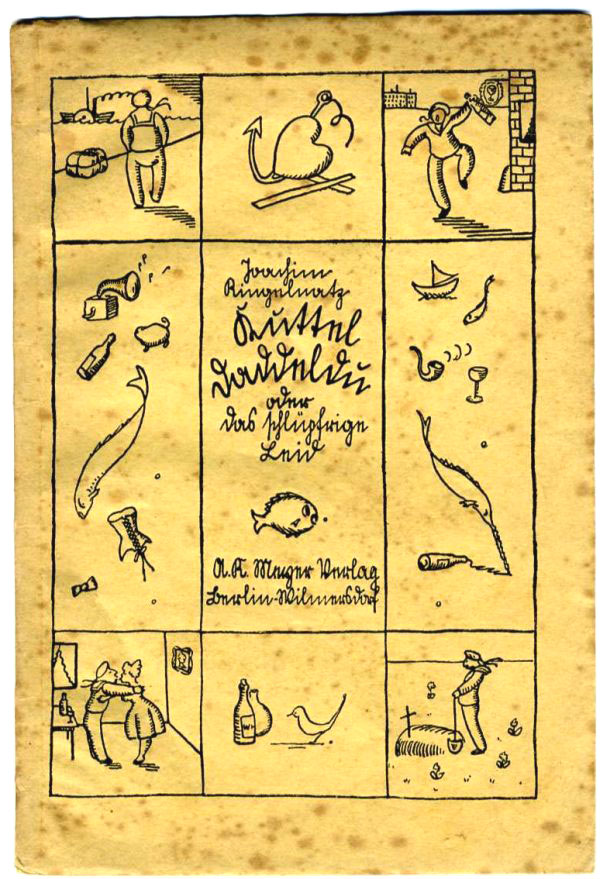
Joachim Ringelnatz bok Kuttel Daddeldu, 1920.

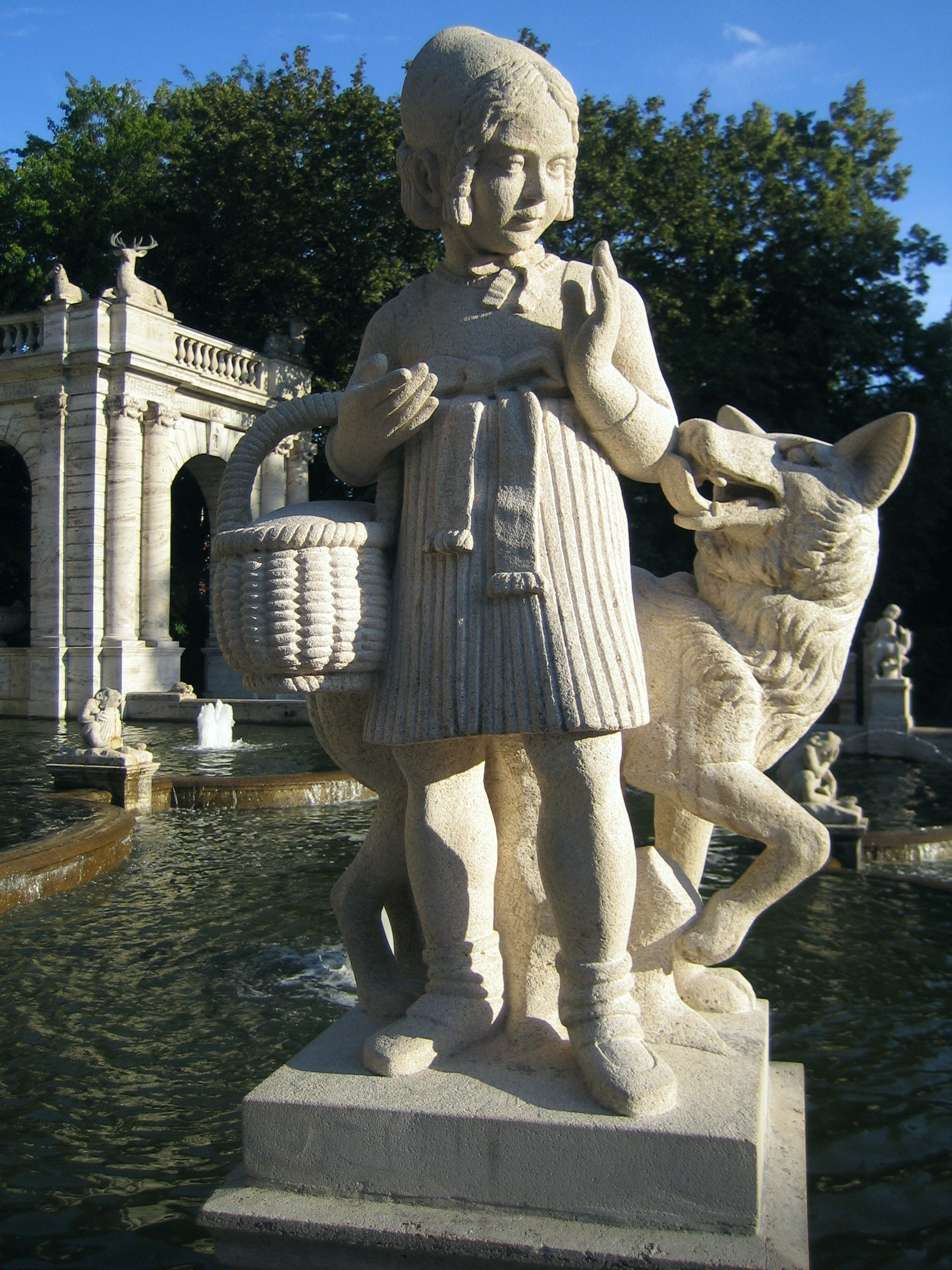
Skulptur av Ignatius Taschner vid den 1913 invigda sagobrunnen i Berlin.

På 1920-talet blev Rödluvan alltmer kvick, upprorisk och ännu mer realistisk. Anmärkningsvärt är att många versioner var, med sina ironiska inslag, främst avsedda för vuxna.
År 1923, vid tiden för Weimarrepubliken, uppstod en tid av litterär experimentlusta. Också när det gällde sagor kom starkt satiriska versioner som ifrågasatte traditionell barnuppfostran och föreställningar om sexualitet. Joachim Ringelnatz skrev Kuttel Daddeldu erzählt seinen Kindern das Märchen vom Rotkäppchen (Kuttel Daddeldu berättar sagan om Rödluvan för sina barn). Varken Rödluvan själv, lyssnaren eller läsaren behandlas här försiktigt. Den upprörda berättaren identifierar sig med mormor, som i sagan börjar sluka allt som kommer inom räckhåll.
Werner von Bülow däremot tolkade Rödluvan på 1920-talet på ett extremt rasistiskt och överdrivet nationalistiskt sätt och såg även paralleller till Dolkstötslegenden. Hans uppsats gavs ut på Hakenkreuz-Verlag. Det förekom under den här tiden många strävanden att återföra alla bröderna Grimms sagor till tyskt ursprung, men detta var ganska utsiktslöst eftersom många härstammade från Frankrike eller andra europeiska länder.
Det gjordes dock försök att motverka den nazistiska propagandan. År 1937 publicerades i Münchner Neuesten Nachrichten en anonym version, som började så här:
| ” | Det var en gång för många, många år sedan en skog i Tyskland, som riksarbetstjänsten ännu inte röjt, och i denna skog bodde en varg. En vacker söndag, just vid Mickelsmäss, gick en liten BDM-flicka genom skogen. Hon hade en röd luva och gick för att besöka sin ariska mormor som bodde i ett av NSV:s moderskapshem. | „ |

År 1939 publicerade den amerikanske humoristen James Thurber sin essä The Girl and the Wolf (Flickan och vargen) där flickan i slutet drar fram en revolver och skjuter vargen. Med Thurbers moral – små flickor låter sig inte längre så lätt föras bakom ljuset – börjar de ursprungliga rollerna förändras. Efter 1945 kommer talrika parodier, till exempel britten Catherine Storrs The Adventures of Polly and the Wolf (1957). Den listiga och orädda Polly lurar här den och dumma inbillade vargen gång på gång, utan att behöva ta av hjälp av andra. Det kom dock allvarligare versioner som framställer flickan mer självsäker och versioner av feministiska författare. Till och från kopplades också Rödluvan samman med kommunismen och utformade i enlighet därmed. I grund och botten är dock den grundläggande idén att Rödluvan är inte längre oskyldig, ouppfostrad och hjälplös, utan intelligent och fullt kapabel att ta hand om sig själv.
I några versioner framställs vargen inte längre som en ond figur, utan som en missförstådd varelse som i grunden bara vill vara ifred, till exempel i Phillippe Dumas' och Boris Moissards Le Petit Chaperon Bleu Marine. Också Günter Grass tar i Råttinnan (Die Rättin) upp Rödluvan och vargen och i romanen tar sagogestalten makten, orsakar förvirring, och räddar till slut världen.
Roald Dahl försökte med sin dikt Little Red Riding Hood and the Woolf (1982) uppmuntra läsaren att komma bort från den traditionella upplevelsen av sagan och hitta nya infallsvinklar. I texten ställer Rödluvan frågor om vargens vackra päls. Eftersom den uppretade vargen till sist tänker äta upp henne, skjuter hon honom med en pistol för att sedan stolt klä sig i hans päls och bära den i skogen.
På 2000-talet har det gjorts många andra bearbetningar. Thaddeus Troll skrev Rotkäppchen auf Amtsdeutsch (Rödluvan på kanslityska) och Janosch bearbetade berättelsen i Das elektrische Rotkäppchen. Otto Waalkes uppkallade en sketch efter berättelsen och lät också flickan förekomma i hans film 7 Zwerge - Männer allein im Wald (2004). I Neil Jordans film Vargarnas natt hanteras ämnet i en fantasy/skräck-tolkning, medan den japanska anime-filmen Jin-Roh, väver in symboliken i sagan i en antifascistisk våldskritisk handling. År 2004 inarbetade den franska sångaren Zazie sagan om Rödluvan i sin sång Toc toc toc på albumet Rodéo. I sången beskriver hon – med största sannolikhet – sin egen utveckling från en liten flicka, som får den skräckinjagande sagan berättad för sig, till en kvinna som letar efter sannolikt inte längre existerande prinsar, men som egentligen väntar på att bli uppäten av vargen.
Förutom de många parodierna på sagan, där ett rollbyte mellan huvudpersonerna sker, finns det många travestier som tolkar sagan på olika dialekter eller någon annan språkstil, etc., till exempel Rödluvan på bayerska, på lingvistik, på matematik, i DDR, på scenen, Rödluvan och psykoanalysen, m.m.
Sammanfattningsvis kan sägas att historien genom åren, med hänsyn till den sociala utvecklingen, till exempel uppkomsten av borgerskapet under 1800-talet och kvinnors emancipation under 1900-talet, har kontinuerligt förändrats. Men ännu i dag torde bröderna Grimms version vara den mest kända.